# Embarassada doji alcista
Una Embarassada doji alcista (en anglès: Bullish Harami doji; del japonès: Harami, lit. embarassada) és, en patrons de veles japoneses, una variant encara més alcista que el patró regular embarassada alcista. En aquest cas el segon dia de negociació es forma un doji, i si el patró és un confirma és un potent senyal de canvi de tendència mentre que la forma regular no té unes implicacions tan severes.

## Criteri de reconeixement
1. La tendència prèvia és baixista
2. Es forma una primera espelma negra amb tancament proper al low
3. L'endemà s'obre alcista, els preus oscil·len, i finalment es tanca igual (o pràcticament) a l'obertura, formant un doji.
4. Les ombres inferiors i superiors del doji no tenen per què estar embolcallades per l'espelma negra anterior, tot i que és preferible que sigui així.

El patró de l'embarassada doji alcista és una evidència de disparitat en la salut de la tendència. Si fins aleshores havia estat baixista, i l'espelma negra confirmava la direcció, l'aparició del doji mostra que la fortalesa dels bears s'ha reduït. D'entrada s'ha obert a l'alça, després s'ha oscil·lant amunt i avall, i finalment s'ha tancat igual (o molt a prop) de l'obertura, evidenciant que ha estat impossible pels bears recuperar la tendència baixista.
El patró de l'embarassada doji alcista és un potent signe de canvi de tendència si es confirma al tercer dia, mentre que el patró regular d'embarassada alcista no té unes connotacions tan severes. La confirmació al tercer dia pot presentar-se en trencament de resistència, una llarga espelma blanca amb tancament superior al dia anterior, o amb un gap alcista.